# Карнарвон
Карна́рвон (валл. Caernarfon) — город на севере Уэльса, административный центр графства Гуинет. Основанный как римский форт под названием Сегонций (лат. Segontium, валл. Caer Seiont), играл важную роль в средневековом Уэльсе. Сейчас наиболее известен благодаря своему замку. Имеет статус королевского города.

## История
История города берёт своё начало от кельтского и римского поселения, основанного ок. 75 года под названием Сегонций (от латинизированного названия протекающей рядом реки Сеент). После окончания римского правления в Британии около 410 года, поселение продолжало существовать в составе королевства Гвинед и было известно под названиями Кайр Сегейнт (Cair Segeint с валл. — «Форт Сеент») и Кайр Кистойент (Cair Custoient с валл. — «Форт Константина») - Джеймс Ашшер, описывая житие Германа Осерского и цитируя Историю бриттов, приписываемую Неннию, утверждает, что оба названия использовались параллельно. В той же работе упоминается о наличии в городе могилы Святого Константина - по мнению автора, речь может идёт о Констанции I Хлоре. Согласно другой точке зрения, так как общепринятым местом смерти Констанция Хлора является Йорк, а местом захоронения — город Трир, то речь идёт о другом Константине , например, предполагаемом сыне полководца Магна Максима (его жена была родом из Сегонция). Так или иначе, могила находилась в городе ещё в 9 веке, давая городу одно из его названий. Кроме того, в средневековой поэме «Сон Магна Максима» город упоминается как Кайр Абер Сейн (Caer Aber Sein с валл. — «Форт в устье Сеента»), а средневековый поэт Хэвел ап Оуайн Гуйнед называл город Кайр Гистеннин (валл. Caer Gystennin).

В конце 11 века Вильгельм Завоеватель в рамках норманской экспансии в Уэльсе построил в Карнарвоне замок по типу мотт и бейли. Этот замок стал известен как y gaer yn Arfon с валл. — «Крепость в Арвоне». В 1221 году в хартии правителя Гвинеда Лливелина ап Иорверт город упоминается уже под близким к современному названию Kaerinarfon, а в Хронике принцев появляется написание Caerenarvon.  В 1283 году король Эдуард I закончил завоевание Уэльса и решил укрепить безопасность региона возведением ряда замков. В рамках этой идеи вскоре после окончания кампании было начато строительство каменного замка Карнарвон — 24 июня 1283 года был вырыт ров, что стало первым упоминанием о строительстве. Уже в 1285 году стены города были фактически завершены. Всего с 1284 по 1330 год на строительство замка были потрачены огромные на то время средства - около 25000 фунтов стерлингов. Есть мнение, что придворный архитектор Эдуарда, Джеймс из Сент-Джорджа, спроектировал замок по примеру стен Константинополя, будучи вдохновленный легендами о прошлом города. В 1284 году в замке был рожден четвертый сын Эдуарда, Эдуард Карнарвонский (будущий король Англии Эдуард 2-й), ставший принцем Уэльским в 1301 году. Согласно легенде, записанной в 16 веке, жители Уэльса поставили условие, что новый принц должен был быть рожден в Уэльсе и ни слова не говорить по-английски, однако, нет никаких свидетельств современников, подтверждающих такой случай.
В 1284 году хартией Эдуарда 1 Карнарвон получил статус боро. Впоследствии статус муниципального боро в 1963 году был изменён на королевский боро, а в 1974 году статус был изменён на королевский город. Карнарвон так же являлся главным городом традиционного графства Карнарвоншир до земельной реформы 1888 года. Впоследствии, в 1994 году, земли традиционных графств Карнарвоншир и Мерионетшир были объединены в округ Гуинет со статусом графства, а Карнарвон стал административным центром новообразовонной территории.
В 1911 году Дэвид Ллойд Джордж, на тот момент член парламента Великобритании от боро Карнарвон (а впоследствии — премьер-министр), поддержал идею королевской семьи об инвеституре принца Уэльского в замке Карнарвон. Будущий король Эдуард VIII прошел церемонию 13 июля, став первым принцем Уэльским со времён Средневековья, прошедшим инвеституру в Карнарвоне.
В 1955 году Карнарвон претендовал на звание столицы Уэльса на основании исторических традиций, но кандидатура не была поддержана валлийскими властями, а столицей стал Кардифф.
1 июля 1969 года церемонию инвеституры прошел Чарльз, принц Уэльский. Сама церемония прошла без инцидентов, однако была окружена протестами и угрозами. В частности, два члена военизированной организации «Движение в защиту Уэльса» (валл. Mudiad Amddiffyn Cymru) погибли при преждевременном взрыве бомбы, предназначавшейся для остановки королевского поезда. Помимо этого, в дни инвеституры были заложены ещё несколько бомб, но они или не сработали, или не нанесли ощутимого ущерба.

## География
Город находится на южном берегу пролива Менай, разделяющего Уэльс и остров Англси, расположен на месте впадения в пролив небольшой реки Сеент, которое образует естественную гавань. Карнарвон располагается примерно в 13 километрах западнее деревни Лланберис и национального парка Сноудония, в 13,8 километрах юго-западнее города Бангор и на 31,2 километра от города Портмадог. Через город пролегает трасса A487.

### Климат
Климат умеренно-теплый, осадков выпадает достаточно много. По классификации климатов Кёппена — Cfb.
| Показатель                    | Янв. | Фев. | Март | Апр. | Май  | Июнь | Июль | Авг. | Сен. | Окт. | Нояб. | Дек. | Год  |
| ----------------------------- | ---- | ---- | ---- | ---- | ---- | ---- | ---- | ---- | ---- | ---- | ----- | ---- | ---- |
| Средний суточный максимум, °C | 7,1  | 7,3  | 9,1  | 11,6 | 14,7 | 17,3 | 18,7 | 18,7 | 16,6 | 13,9 | 10,0  | 8,2  | 12,8 |
| Средняя температура, °C       | 4,8  | 4,6  | 6,3  | 8,2  | 11,1 | 13,9 | 15,5 | 15,5 | 13,6 | 11,1 | 7,4   | 5,8  | 9,8  |
| Средний суточный минимум, °C  | 2,5  | 2,0  | 3,5  | 4,9  | 7,6  | 10,5 | 12,3 | 12,3 | 10,6 | 8,3  | 4,9   | 3,4  | 6,9  |
| Норма осадков, мм             | 91   | 63   | 71   | 58   | 56   | 60   | 60   | 80   | 86   | 101  | 110   | 115  | 941  |
| Источник: Climate-data.org    |      |      |      |      |      |      |      |      |      |      |       |      |      |

## Экономика
Благодаря своему значению в истории Уэльса и множеству достопримечательностей, экономической основой города является туризм. Для удовлетворения потребностей туристов в городе находится значительное число гостиниц, пабов, ресторанов, музеев, магазинов и т. д. На главной площади города — Замковой Площади — каждую субботу проходит ярмарка. Крупных предприятий в городе нет. Действует порт, но экономическая его значимость невысока.

## Население
Согласно данным 2011 года, в Карнарвоне проживает 9493 человек, при этом намечается убыль населения. Для города характерен очень высокий процент владения валлийским языком — согласно переписи населения за 2001 год, уэльским языком владеет 86,1 % населения, при этом в возрасте от 10 до 14 лет — 97,7 %, что значительно превышает общие по стране цифры в 20,8 % (на тот же 2001 год). Таким образом, Карнарвон является важным центром националистического подъёма Уэльса.
| Год     | 1991 | 2001 | 2011 |
| ------- | ---- | ---- | ---- |
| Человек | 9695 | 9726 | 9493 |

## Транспорт
В Карнарвоне начинается историческая узкоколейная (597 мм) Валлийская нагорная железная дорога длиной в 40,2 км, проходящая через парк Сноудония и соединяющая город с Портмадогом, а также Эта дорога является малой сохранившейся частью Карнарвонширских железных дорог, существовавших с 1852 по 1970 год. Но в конце XX века железная дорога в регионе получила второе рождение, и в 1997 году было открыто движение до деревни Динас, а в феврале 2010 года было открыто сквозное движение до Портмадога.
Через город проходит трасса А487, соединяющая город Хаверфордуэст в юго-западной части Уэльса с городом Бангор на севере, а трасса А4086 соединяет город с национальным парком Сноудония. Помимо автомобильных дорог, округа города полна велодорожками до ближайших населенных пунктов.
Также в 7.2 км к юго-западу от города находится аэропорт Карнарвон, имеющий в своём распоряжении две асфальтированные взлётные полосы, лицензирование имеет только одна из них, а также кафе, ремонтный ангар и музей авиации. Аэропорт ориентирован на небольшие самолёты и вертолеты, в частности, используется британской службой спасения и воздушными подразделениями скорой помощи.
Помимо этого, в черте города находится порт.

## Спорт
Команда по футболу из Карнарвона, Карнарвон Таун, с 2018 года представляет город в первой по значимости футбольной лиге Уэльса, Валлийской Премьер-лиге, где заняла пятое место в сезоне 2019/20. Помимо этого, в городе есть команда по регби, гольф-клуб и один из старейших в регионе крикет-клубов, основанный в 1841 году.